# Giorgio Dal Canto
Giorgio Dal Canto (Pontedera, 1934 – Pisa, 23 maggio 2016) è stato un pittore italiano ha esposto alla Biennale di Venezia nel 150º Anniversario dell'Unità d'Italia 2011.

## Biografia
Giorgio Dal Canto, meglio conosciuto nel mondo dell'arte come "Babb",  è nato nel 1934 a Pontedera, paese nel quale ha vissuto e lavorato. Le sue prime passioni sono state la grafica e le incisioni. Ha iniziato a dipingere a quarant’anni, collaborando con il critico d'arte Ilario Luperini, col quale ha realizzato la sua prima esposizione nel 1975.
Tra le cartelle di acqueforti realizzate si ricordano "Cinque incisioni", "Le Carte", "Pontedera ricordo degli anni '30", "Viaggio immaginario", "I vasi di Pandora", "Un saluto da...", "Nostalgia", "Incantamenti", "Controfiaba". Ha realizzato anche alcune mostre tematiche, organizzate insieme ad altri artisti: "I giochi e le scommesse dell'uomo" con Dino Carlesi, "Disgrazie di un paese" con Riccardo Ferrucci, "La storia finita, 26 dipinti per la Torre" con Ilario Luperini.
Per quanto riguarda l'attività di grafica, gli sono stati commissionati  i bozzetti per realizzare le cartoline ufficiali della IV e della VIII Mostra della Cartolina d'epoca e della XXVI Mostra Filatelica Nazionale per il centenario di Pinocchio a Firenze. Ha anche disegnato i manifesti per l'annuale Marcia della Valdera ed è stato illustratore di vignette sul periodico di vernacolo pisano "Er Tramme", oltre ad aver collaborato con il quotidiano "Il Tirreno" attraverso la realizzazione di numerosi disegni dalla vena satirica. Infine, ha eseguito le copertine e le illustrazioni per l'"Almanacco pontederese".
Suoi lavori di pittura a olio hanno partecipato a molte mostre organizzate a Pisa, a Pontedera, a San Gimignano e a Empoli. La sua ultima produzione si è sviluppata intorno al tema del più famoso burattino del mondo, Pinocchio, che gli ha consentito, seguendo l'esempio di Carlo Collodi, di tracciare un ritratto dell’Italia contemporanea, evidenziandone pregi e difetti. Si è conquistato un posto d’onore nella Esposizione internazionale d'arte di Venezia del 150º Anniversario dell’Unità d’Italia 2011, con le composizioni a tema "La Bugia" prodotte in collaborazione con l'artista Renato Meneghetti e con la regia di Alberto Bartalini. Dal 2011 al 2013 è rimasta esposta al pubblico, all'aeroporto Pisa, l'installazione dedicata a Pinocchio, realizzata dall'artista pontederese.
Giorgio Dal Canto nelle sue opere ha rappresentato il potere e lo ha messo a nudo, rivelando, anche attraverso il ricorso a un'ironia amara, le contraddizioni della società attuale. Si è spento lunedì 23 maggio 2016, all'ospedale Cisanello di Pisa, all'età di 82 anni.